# Rafael Estrella Pedrola
Rafael Estrella Pedrola (ur. 20 maja 1950 w Almeríi) – hiszpański polityk, geograf, historyk i dyplomata, wieloletni senator i poseł do Kongresu Deputowanych, od 1986 do 1987 poseł do Parlamentu Europejskiego.

## Życiorys
Ukończył studia z historii i geografii na Uniwersytecie w Granadzie, kształcił się też w zakresie filozofii i literatury. Został następnie nauczycielem akademickim na tej uczelni, doszedł do stanowiska profesora geografii. Autor publikacji naukowych dotyczących m.in. polityki śródziemnomorskiej i bliskowschodniej oraz stosunków Europy z Ameryką.
W 1974 zaangażował się w działalność polityczną w ramach Hiszpańskiej Socjalistycznej Partii Robotniczej, wstąpił też do związku zawodowego UGT. W latach 1979–1993 zasiadał w Senacie I, II, III i IV kadencji z okręgu Granada, kierował w nim komisjami spraw zagranicznych i obrony. Od 1 stycznia 1986 do 5 lipca 1987 wykonywał mandat posła do Parlamentu Europejskiego w ramach delegacji krajowej. Przystąpił do Grupy Socjalistów, należał do Komisji ds. Rozwoju i Współpracy.
W latach 1993–2006 zasiadał w Kongresie Deputowanych V, VI, VII i VIII kadencji (zrezygnował z mandatu w grudniu 2006), został rzecznikiem partii ds. międzynarodowych. Między 2000 a 2002 kierował Zgromadzeniem Parlamentarnym NATO. Od 2007 do 2012 pełnił funkcję ambasadora Królestwa Hiszpanii w Argentynie, następnie został wiceprezesem Real Instituto Elcano.

## Życie prywatne
Żonaty, ma dwóch synów. Znany jest jako jeden z promotorów użycia internetu i nowoczesnych technologii, m.in. jako pierwszy hiszpański parlamentarzysta otworzył w 1996 własną stronę internetową oraz blog. Angażował się także w akcje promujące hiszpańskojęzyczną Wikipedię.